# 新月海灘 (佛羅里達州聖約翰斯縣)
新月海灘（英語：Crescent Beach）是位於美國佛羅里達州聖約翰斯縣的一個人口普查指定地區。

## 地理
新月海灘的座標為29°45′56″N 81°15′11″W / 29.76556°N 81.25306°W，而該地最高點為海拔高度2米（即7英尺）。

## 人口
根據2010年美國人口普查的數據，新月海灘的面積為3.90平方千米，當中陸地面積為3.90平方千米，而水域面積為0.00平方千米。當地共有人口985人，而人口密度為每平方千米252人。